# Puente del Pequeño Belt
El puente del Pequeño Belt (en danés: Lillebæltsbroen, también llamado Den nye Lillebæltsbro —"el nuevo puente del pequeño Belt") es un puente colgante entre la península de Jutlandia y la isla de Fionia, en Dinamarca.
El puente es de acero, con dos torres de hormigón de 120 m de altura que dividen al puente en tres vanos, teniendo el central una longitud de 600 m. La altura máxima con respecto al nivel del mar es de 44 m.
El puente fue construido entre 1965 y 1970, para servir de alivio al tráfico en el antiguo puente del Pequeño Belt, inaugurado en 1935 y con únicamente dos carriles para automóviles. El nuevo puente fue inaugurado por el rey Federico IX el 21 de octubre de 1970.
Con sus seis carriles, el nuevo puente del Pequeño Belt es parte de la red de autopistas danesas y la ruta europea E20, que en Dinamarca corre de Esbjerg al Oresund. En promedio, es utilizado diariamente por 44.000 vehículos, lo que lo convierte en uno de los puentes más transitados del país. Hay un sistema de calefacción que mantiene la carretera libre de hielo y nieve durante el invierno. No hay cuota de peaje.

## Galería de imágenes

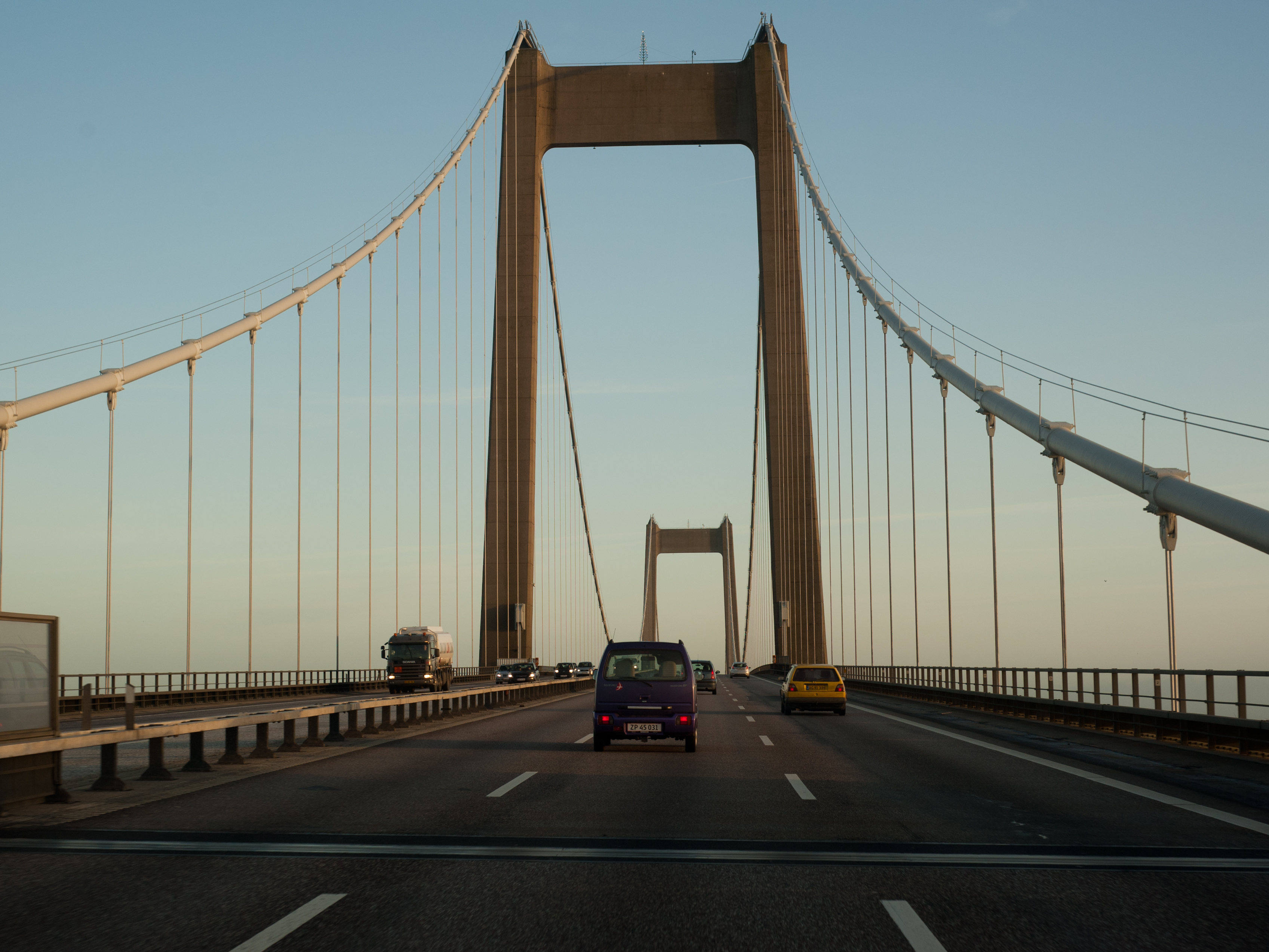
La ruta europea E20 sobre el puente.
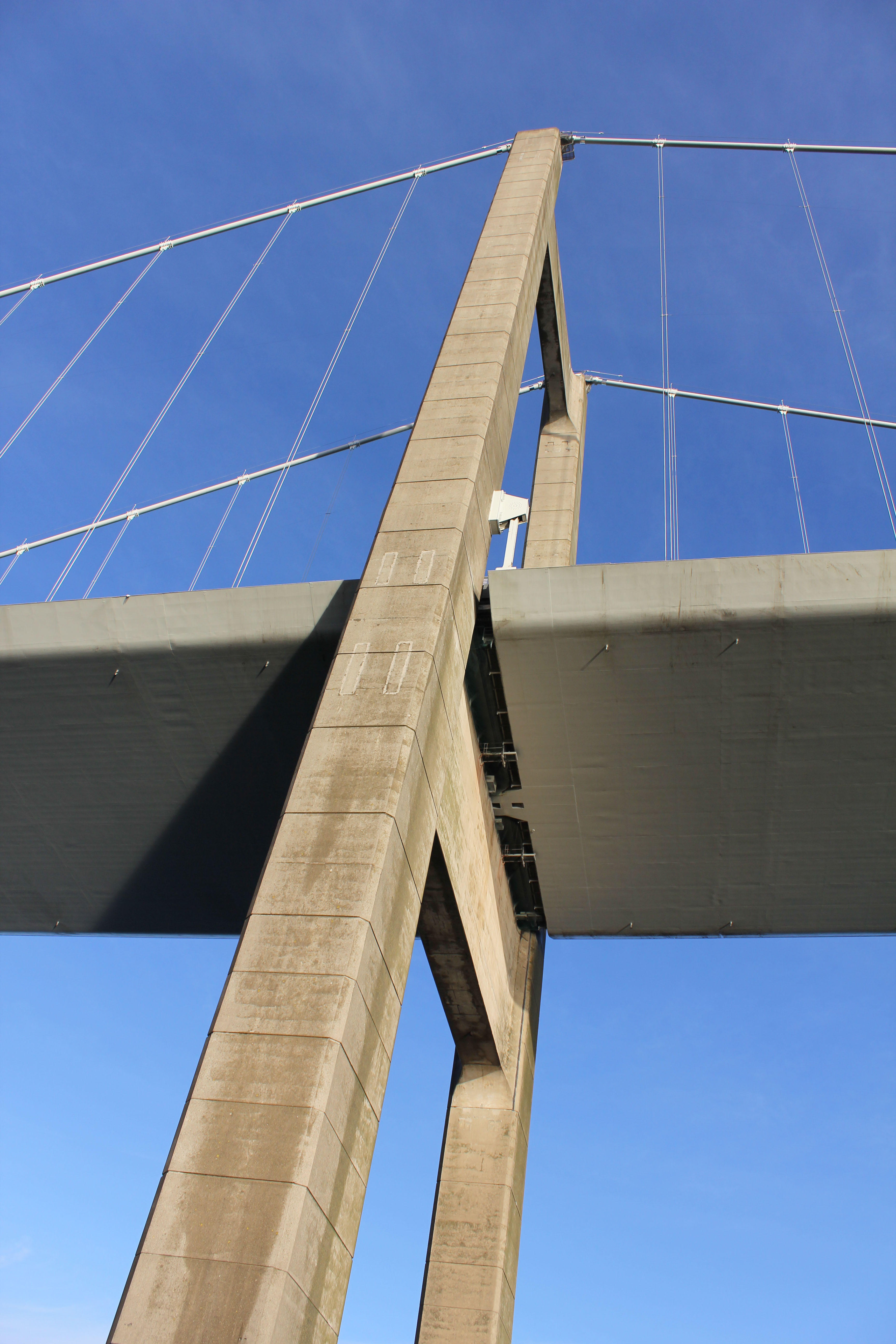
Torre poniente.
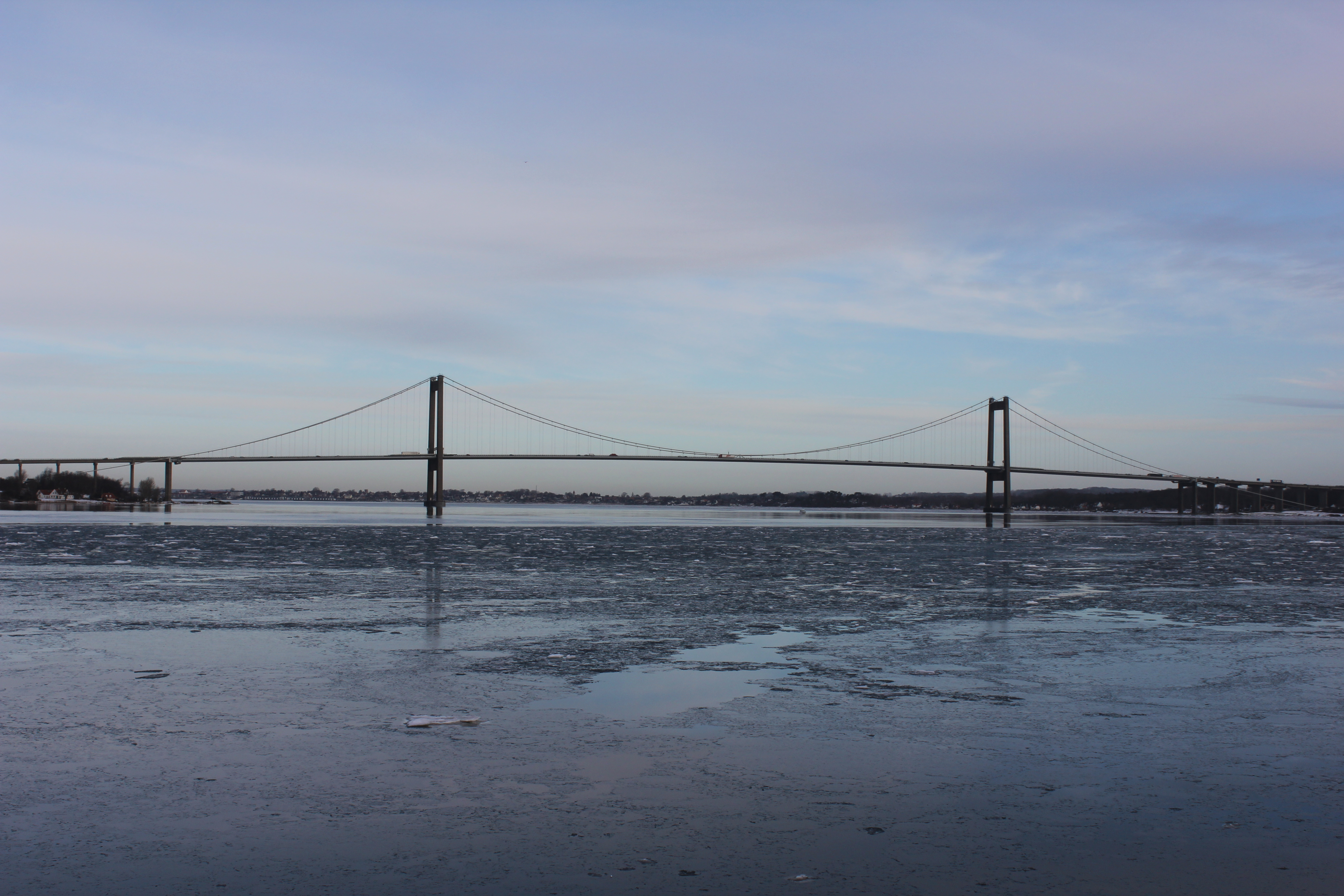
El puente en invierno, visto desde Middelfart.